# 薛戎
薛 戎（せつ じゅう、747年 - 821年）は、唐代の官僚。字は元夫。本貫は蒲州宝鼎県。

## 経歴
湖州長史の薛同と陸景融（陸元方の子）の娘のあいだの子として生まれた。若くして学問があり、名声を求めず、常州の陽羡山に寓居した。四十数歳になっても、官に仕えようとしなかった。江西観察使の李衡が従事として召し出そうとして、使者が三度往来してようやく薛戎は任用に応じた。もと宰相の斉映が李衡に代わって江西観察使となると、薛戎は従事の職に留まらず、陽羡山に帰った。福建観察使の柳冕に求められて従事となり、数カ月後に殿中侍御史に転じた。泉州で刺史が欠員になると、薛戎は権知泉州事をつとめた。
姚南仲が鄭滑節度使となると、従事の馬摠が監軍使の薛盈珍に誣告されて、泉州別駕に左遷された。柳冕は宦官の勢力におもねろうと、薛戎に馬摠を取り調べさせて処罰しようとした。薛戎は馬摠の無罪を看取すると、柳冕の意に従わなかった。柳冕は薛戎を罪に落として仏寺に監禁し、あらゆる辱めを与えたが、薛戎は態度を変えず、動揺を見せなかった。杜佑が淮南節度使となると、薛戎の冤罪を知って、柳冕を譴責した。薛戎は辞職して江湖のあいだに寓居した。
のちに閻済美が福建観察使となると、薛戎はその下で副使をつとめた。さらに閻済美が浙東に移駐するのに従い、侍御史に転じた。元和4年（809年）、刑部員外郎に任じられた。河南県令として出向し、衢州・湖州・常州の刺史を歴任し、越州刺史・兼御史中丞・浙江東道都団練観察等使に転じた。いずれも善政の風聞があった。数年後、病のため官を辞した。長慶元年（821年）9月27日、死去した。享年は75。左散騎常侍の位を追贈された。
末弟の薛放がまた名を知られた。

## 家族
- 曾祖父：薛宝胤（豳州刺史）
- 伯祖父：薛続（富平県令）
- 伯祖父：薛純（秦州都督）
- 伯祖父：薛絢（好畤県令）
- 伯祖父：薛絵（金州刺史）
- 伯祖父：薛紘（蒲州刺史）
- 伯祖父：薛縉（廬州刺史）
- 祖父：薛縑（河南県令）
- 父：薛同（湖州長史）
- 兄：薛乂（温州刺史）
- 兄：薛丹（太子賓客）
- 弟：薛擁（侍御史）
- 弟：薛放（礼部尚書）

## 伝記資料
- 『旧唐書』巻155 列伝第105
- 『新唐書』巻164 列伝第89